# Divadelní náměstí Susan Sontagové

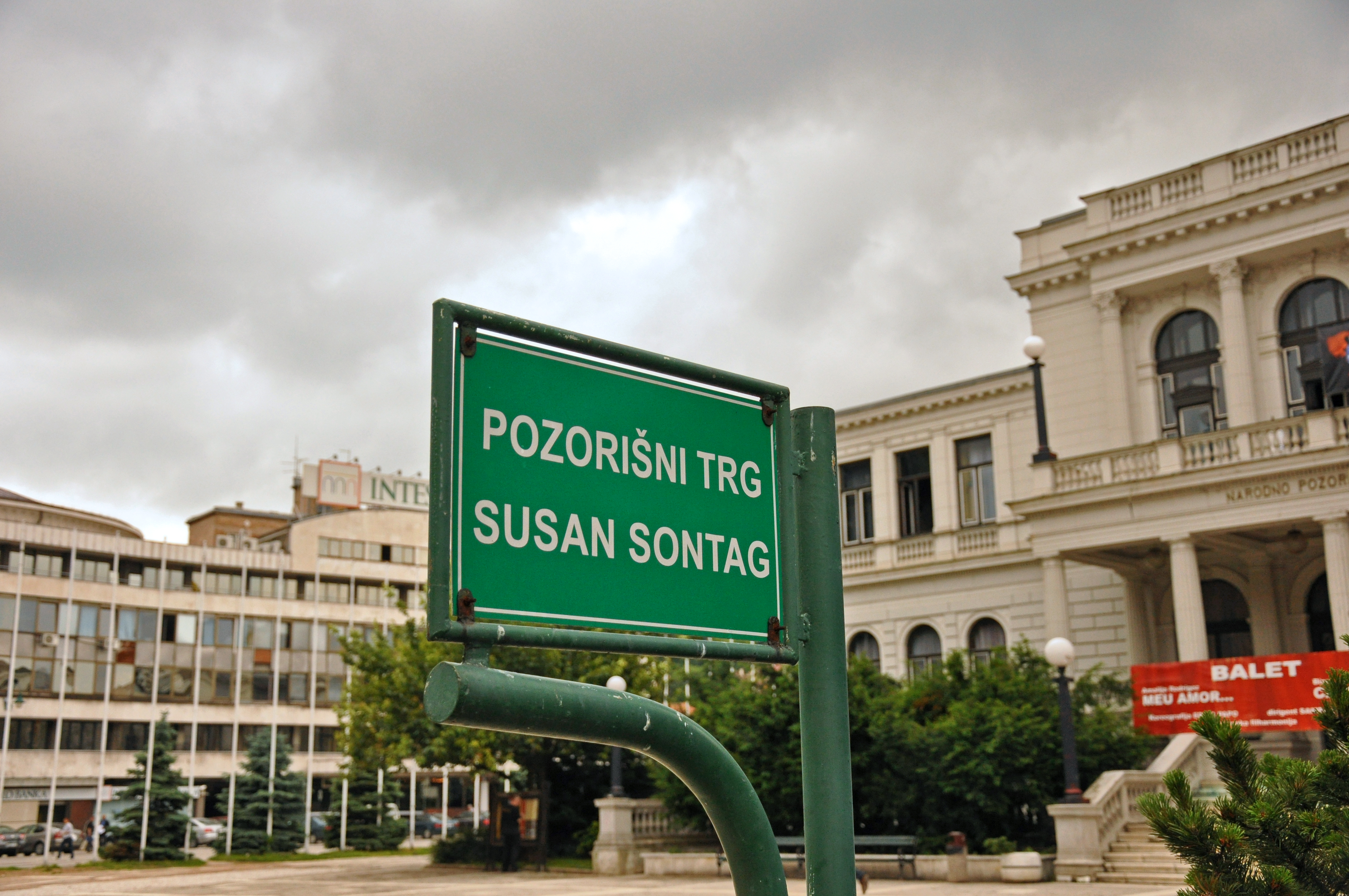
Označení náměstí.

Divadelní náměstí Susan Sontagové (bosensky Pozorišni trg Suzan Sontag) se nachází před budovou Národního divadla v centru Sarajeva. Pojmenován je po Susan Sontagové, americké aktivistce. 
Vzniklo v souvislosti s rozvojem města během rakousko-uherské okupace a je patrné již na mapách třetího vojenského mapování. Historicky se jmenovalo pouze Divadelní náměstí (srbochorvatsky Pozorišni trg) a pojmenování po Susan Sonntagové obdrželo až po válce v 90. letech 20. století.
V roce 2017 bylo rozhodnuto o modernizaci náměstí. Obnova vychází z původního návrhu místního architekta Juraje Neidharta. Dokončena byla ještě v témže roce.

## Význam
Na náměstí se konají různé společenské a kulturní akce, demonstrace apod. 